# Jacques Lebas
 (octobre 2019).
Pour les articles homonymes, voir Lebas.
Jacques Lebas, né le 1er février 1949 à Compiègne et mort le 17 octobre 2019,, dans le 5e arrondissement de Paris, est un médecin français, engagé dans l'humanitaire et précurseur dans la lutte contre le VIH via l'association AIDES. Il a présidé l'ONG Médecins du monde de 1989 à 1992.

## Biographie
Jacques Lebas nait le 1er février 1949 à Compiègne, mais grandit avec sa famille en Espagne.
En 1975, il est interne des hôpitaux de Paris. Devenu médecin, il rédigea avec ses amis un additif au serment d’Hippocrate : 

« Je m’engage, dans la mesure de mes moyens, à donner mes soins à ceux qui, dans le monde, souffrent de corps ou d’esprit, je refuse que la science ou le savoir médical couvrent l’oppression ou la torture, que l’on porte atteinte à la dignité de l’homme, que l’on cache l’horreur… Je m’engage à témoigner… »

Il s'engage dans la médecine humanitaire dans la mouvance des French doctors. Il fait partie des fondateurs de l'ONG Médecins du monde. Il part avec son ami Bernard Kouchner au Tchad qui était alors en pleine guerre civile, vivant dans un hôpital improvisé sur les bords du fleuve Chari. Il part ensuite au Salvador autre pays en proie à la guerre civile, parmi les guérilleros des montagnes ou les pêcheurs miskitos.
Revenu en France, il devient chef de clinique à l’hôpital Claude-Bernard de Paris lorsque la pandémie du SIDA débute, charriant son lot d'angoisse. Il fit partie de l’équipe qui débusqua le virus du VIH. Il milite contre l’ostracisation dont les malades séropositives sont victimes, allant accompagner chacun de ses malades jusqu’à la fin. Avec Alain Deloche, il crée des centres de dépistage anonymes et gratuits, gérés par Médecins du monde. Ce modèle de centres de dépistage sert de modèle et est ensuite repris par les autorités sanitaires. Avec l’association AIDES, il proclame la déclaration universelle des droits des patients malades du sida ou séropositifs. Médecins du monde et Aides nouent un partenariat, unissant leurs forces pour se lancer dans la longue bataille contre le SIDA et pour la reconnaissance du droit des malades, ce qui aboutit à changer la physionomie des relations médecins-patients et débouchera sur la loi de 2002 sur le droit des patients (loi Kouchner).
En 1989, il est élu président de Médecins du monde. Il médiatise les conditions sordides qui régnaient dans les orphelinats roumains. Il ouvre à Paris, le premier dispensaire, rue du Jura, destiné à s’occuper des démunis. Il convainc l'AP-HP d’ouvrir une consultation à Saint-Antoine, le centre Baudelaire, premier service à accueillir les sans-domicile fixe dans un hôpital public : « les sans papiers, les démunis, les moins que rien. Ici, on ne demande rien, on soigne. ». La consultation donnera naissance ensuite aux Permanences d’accès aux soins (Pass) qui vont se développer un peu partout en France. Sous leur impulsion, la Couverture médicale universelle et Aide médicale d’État vont être mises en place.
Il a été marié en premières noces avec la docteure Anne Velay, médecin militante. Ensemble, ils eurent deux filles. En 2003, il épouse l'ancienne ministre de la santé Michèle Barzach.